# Notharchus
Notharchus  es un género de aves galbuliformes perteneciente a la familia Bucconidae que agrupa a especies nativas del Neotrópico y que se distribuyen desde el sur de México a través de América Central y del Sur hasta el noreste de Argentina. A sus miembros se les conoce por el nombre popular de bucos o bobos.

## Lista de especies
Según la clasificación del Congreso Ornitológico Internacional (IOC) (versión 4.4, 2014) y Clements Checklist 6.9 este género agrupa a seis especies:
- Notharchus hyperrhynchus (Sclater, PL), 1856 - buco picogordo occidental;[2]
- Notharchus macrorhynchos (Gmelin), 1788 - buco picogordo oriental;[6]
- Notharchus swainsoni (Gray,GR), 1846 - buco de Swainson;
- Notharchus pectoralis (Gray,GR), 1846 - buco pechinegro;
- Notharchus ordii (Cassin), 1851 - buco pechipardo;
- Notharchus tectus (Boddaert), 1783 - buco pío.

## Taxonomía
- N. swainsoni fue considerada una subespecie de N. macrorhynchos, pero las dos difieren en morfología, osteología y vocalización de acuerdo a los estudios de Alvarenga et al. 2002[7] y Rassmusen y Collar 2002.[8] En consecuencia, fueron separadas en dos especies por el South American Classification Committee (SACC) American Ornithologists' Union, en 2004, mediante la aprobación de la Propuesta N° 124.[9]
- N. hyperrhychus fue considerada una subespecie, grupo politípico, de N. macrorhynchos, pero los dos difieren en tamaño, en el plumaje y en el canto, de acuerdo con Rassmusen y Collar 2002.[8] En consecuencia, fueron separadas en dos especies por el South American Classification Committee (SACC) American Ornithologists' Union, en 2004, mediante la aprobación de la Propuesta N° 125.[10] De esta forma, N. macrorhynchos quedó monotípica.